# Cryptandra petraea
Cryptandra petraea är en brakvedsväxtart som beskrevs av Spencer Le Marchant Moore. Cryptandra petraea ingår i släktet Cryptandra och familjen brakvedsväxter. Inga underarter finns listade i Catalogue of Life.